# Pismo limbu

Sylaba „wi” w piśmie Limbu

Pismo Limbu, pismo Kirat-Sirijonga – alfabet sylabiczny używany do zapisywania języka limbu we wschodnim Nepalu.

## Historia
Alfabet ten został stworzony w IX w. przez króla Sirijonga, później wyszedł z użycia i został na nowo wprowadzony w XVIII w. przez króla Te-ongsi Sirijunga Xin Thebe (1704–1741?). Na cześć tego ostatniego pismo nazwano „Sirijonga”.

## Charakterystyka
Jak i w innych abugidach indyjskich, podstawowym elementem jest sylaba zapisywana jako spółgłoska z domyślną samogłoską „a”, zaś inne samogłoski zaznaczane są przy pomocy znaków diakrytycznych.

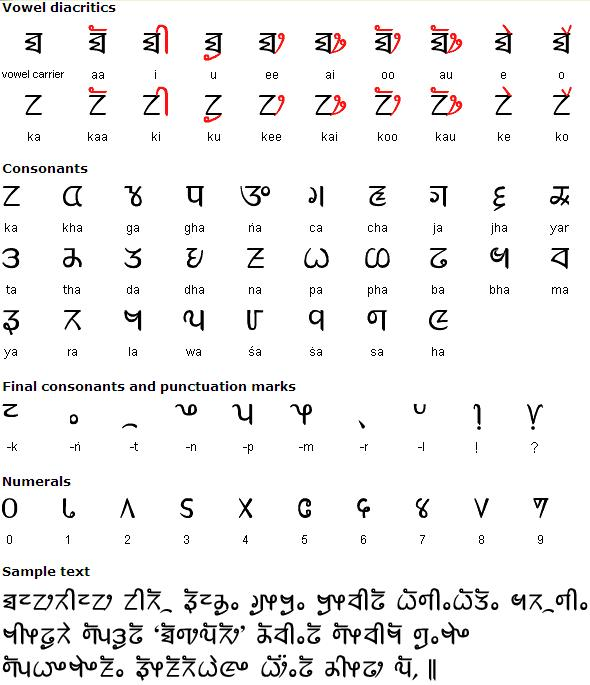
Alfabet limbu